# Envie
Envie ist eine Gemeinde in der italienischen Provinz Cuneo (CN), Region Piemont.

## Lage und Einwohner
Envie liegt 45 km nördlich von der Provinzhauptstadt Cuneo entfernt auf einer Höhe von 327 m s.l.m. über dem Meeresspiegel im Valle Po. Das Gemeindegebiet umfasst eine Fläche von knapp 25 km² und hat 1942 Einwohner (Stand 31. Dezember 2023). Die Gemeinde besteht aus den Ortsteilen Occa. Die Nachbargemeinden sind Barge, Revello, Rifreddo und Sanfront. 

## Geschichte
Der aus der Interpretation des Ortsnamens abgeleitete Ursprung des Dorfes scheint vorrömisch zu sein und erinnert an das alte ligurische Volk der „Vibii“, das in den Bergen ansässig war, aus denen der Po fließt, und von den Römern unterworfen wurde. Allerdings gibt es nicht wenige, die glauben, dass der Name des Ortes auf das lateinische Wort VIBIUS zurückzuführen sei, das wiederum von der ethnischen Bezeichnung abgeleitet sei, die häufig in piemontesischen Inschriften vorkommt. Von einigen Gelehrten mit dem VIBII FORUM identifiziert, einem der OPPIDUM des XI REGIO, das vom Historiker Plinius in seiner „Naturgeschichte“ erwähnt wurde, wird es in einem Dokument aus dem Jahr 1100 mit dem Namen Invie zitiert. 
Im Mittelalter gehörte es dem Turiner Komitee und wurde anschließend an die Herren von Barge und die Markgrafen von Saluzzo belehnt, die es in der zweiten Hälfte des 14. Jahrhunderts den Visconti von Mailand schenkten. Später ging es an die Familie Savoy über. 
Das alte Schloss, das im 19. Jahrhundert renoviert wurde und in dem berühmte Persönlichkeiten wie Pellico, Cavour und d'Azeglio wohnten und die Überreste der Stadtmauer, bestehend aus einigen zerstörten Türmen sind historische Bauten in Envie.
Sehenswert ist auch die Pfarrkirche der Heiligen Marcellino, Pietro und Erasmo mit einem Grundriss aus dem 13. Jahrhundert, aber im 18. Jahrhundert wieder aufgebaut, mit einem eleganten romanischen Glockenturm, und die auf dem Gipfel des Monte Bracco (1'306m) gelegene Kartause, die im 15. Jahrhundert ihre größte Pracht erlebte.

## Gemeindepartnerschaft
- María Susana, Provinz Santa Fe, seit 1999